# Ključarovci pri Ljutomeru
Ključarovci pri Ljutomeru so naselje v Občini Križevci.